# 映像 (テレビ番組)
『映像』（えいぞう）は、毎日放送（MBSテレビ）で1980年4月11日から毎月1回（2024年4月以降は原則として最終日曜日の5:00 - 6:00）に放送されているドキュメンタリー番組。2020年に放送40周年を迎えた。
1990年から1999年は『映像90』、2000年から2009年までは『映像00』、2010年以降は放送年の西暦年度の下2桁を（2023年の場合は『映像'23』）を番組のタイトルに使用している。

## 番組概要
MBSは1975年3月31日のネットチェンジを機に、朝日放送（現在の朝日放送テレビ）と入れ替わる格好で、TBS（当時は東京放送）が基幹局として運営するJNNへ加盟した。TBSは日本のテレビ放送史に残るドキュメンタリーを多々輩出してきたほか、JNN加盟各局が制作したドキュメンタリー番組を『テレビルポルタージュ』を通じて全国向けに放送してきたが、1978年の4月改編で同番組を終了。ドキュメンタリー番組のレギュラー放送枠が事実上消滅した。この状況に危機感を抱いたMBSが、「（放送対象地域である）近畿地方だけでも『現代史を映像で記録する本格的なドキュメンタリー番組』を定期的に放送する」という方針の下に、同年4月11日（金曜日）に『映像80』というタイトルでレギュラー放送を開始。初回の作品は「6歳未満　沖縄・戦災傷害者の証言」で、開始当初は原則として毎月第2金曜日の23:50 - 24:25に放送されていた。
初回から月1回のペースで放送されているが、放送曜日・時間は頻繁に変更（詳細後述）。『映像'84』時代の1984年3月10日から『映像'85』時代の1985年10月19日までは、放送枠を土曜日の午前中（10:45 - 11:40）に放送枠を編成していた。それ以外の期間には、夜間 - 深夜帯に放送。『映像88』時代の1988年5月15日以降は、日本の民放テレビ局がレギュラーで編成するドキュメンタリー番組としては最も長い放送枠（60分枠）を、日曜日の深夜（月曜日の未明）に確保していた。
ちなみに、『映像80』の編成に際しては、30分番組としての放送も検討されていた。しかし、「記録性と発掘性を軸に、制作者の顔が見えるように番組を編成する」という基本姿勢に沿って、テーマが大きくて密度の濃い作品を目指すことを当初から志向。この志向を満たすべく、60分（当初は55分）番組として放送することが自然に決まったという。実際には、近畿地方と（大半の地域で毎日放送の番組を視聴できる）徳島県を主な対象に、地域の出来事・課題と向き合った作品、出身・在住者の著名人に密着した作品、地域の文化を扱った作品などを制作。関西ローカルの番組でありながら、放送対象外地域（初回の作品では沖縄県）に関する作品を制作・放送することや、放送済みの作品が日本の内外を代表するテレビ番組コンクール（国際エミー賞、ギャラクシー選奨、芸術祭賞、日本民間放送連盟賞、地方の時代映像祭など）で入賞することも多い。1999年に放送した「ふつうのままで」では、国際エミー賞のドキュメンタリー作品部門でグランプリを受賞。2001年の「生まれてくるわが子へ」でも同コンクールで入賞した。
2020年11月の時点では、MBS報道局のドキュメンタリー報道部（2021年4月1日のラジオ放送事業分社化以降は新設の「報道情報局編集部ドキュメンタリー班」）が、プロデューサー1名（奥田雅治）・ディレクター4名という体制で制作を担当。1本の作品に対して、取材におよそ3か月、撮影済み映像の編集に2週間を費やしている。2016年の『映像'16』で放送された「がんとお金～“夢の薬”の光と影～」（第24回坂田記念ジャーナリズム賞受賞作品）および、『映像'17』（2017年1月）以降に放送された全ての作品については、本編の動画を『MBS動画イズム』（MBSが運営する放送済み動画のインターネット配信サービス）の有料（月額見放題）コースで視聴できる。
2020年11月29日の深夜（30日の未明）には、通算488本目の作品を「映像シリーズ40年　関西発・真夜中のドキュメンタリズム」と題して放送。MBSアナウンサーの西靖（当時は『Newsミント!』のメインキャスター）による顔出しの進行とナレーションで当番組の歴史や制作現場を紹介しながら、井口岳洋（MBSテレビ編成部長）や藤田貴久（朝日放送テレビ報道局プロデューサー、同局では日曜日の早朝に放送されている『テレメンタリー』向けのドキュメンタリー制作を担当）に対する西のインタビュー映像などを盛り込むなど、「関西ローカルでドキュメンタリーを作り続ける意味」「（MBSを初めとする）民放テレビ局でドキュメンタリーの放送枠が深夜に集中している理由」「ローカル・ドキュメンタリー番組のあり方」を問い掛けた。この作品も、第58回（2021年）ギャラクシー賞の報道活動部門で優秀賞を受賞している。
2021年に入ってからは、過去に放送した作品を教育や研究の現場で活用することを視野に、放送済みの映像をデジタルデータに変換する作業を進行。同年の最終放送（12月5日深夜＝6日未明放送分）では、通算の放送回数が500回に到達したことを受けて、『映像シリーズ500回　90分拡大スペシャル』（過去の放送年を代表する作品のダイジェスト映像を西の進行で紹介する特別版）を編成している。
2024年4月以降は、「『真夜中のドキュメンタリズム』から『黎明（夜明け前）のドキュメント』へ」というキャッチフレーズの下で、原則として毎月最終日曜日の早朝（5:00 - 6:00）に放送。放送上のタイトルも、『MBS×映像○○』（○○は放送年度を示す数字の下2桁）に改められている。

## 放送時間

### 現在（2024年4月26日放送分以降）
- 原則として毎月最終日曜日 5:00 - 6:00
  - 毎日放送では2021年5月16日から、原則として毎月第3日曜日の当該時間帯で『ドキュメンタリー「解放区」』（TBSテレビが2021年4月5日から原則として隔週月曜日の未明にレギュラーで編成している番組）の遅れネットを実施。当番組での関西ローカル向け放送を経て、『解放区』を通じて関東ローカル向けに放送されていた毎日放送制作の作品が遅れネットの対象に含まれることや、（同局での未ネット分を含めて）『解放区』で放送済みの作品が「TBSドキュメンタリー映画祭」で上映されることもある。

### 過去
放送月によっては、月に2回放送することや、特別編成などで放送時間を遅らせることがあった。
- 1980年4月11日 - 1981年10月2日　毎月第2金曜日 23:50 - 翌0:25
- 1981年11月7日 - 1984年2月11日  毎月第1土曜日 23:40 - 翌0:35
- 1984年3月10日 - 1985年10月19日  毎月第2土曜日 10:45 - 11:40
- 1985年11月16日 - 1986年3月15日  不明
- 1986年4月20日 - 1986年11月16日 毎月1回（主に第3）日曜日 23:40 - 翌0:35
- 1986年12月25日 - 1988年4月17日 毎月1回（主に第3）日曜日 23:40 - 翌0:40
- 1988年5月16日 - 1991年1月21日  毎月1回（主に第3）月曜日 0:10 - 1:10（日曜日深夜）
- 1991年2月18日 - 2002年3月18日  毎月1回（主に第3）月曜日 0:20 - 1:20（日曜日深夜）
- 2002年4月22日 - 2009年3月16日  毎月1回（主に第3）月曜日 0:30 - 1:30（日曜日深夜）
- 2009年4月27日 - 2015年12月21日  毎月1回（主に第3）月曜日 0:50 - 1:50（日曜日深夜）
- 2016年2月1日 - 2024年4月1日　毎月1回（原則として最終）月曜日 0:50 - 1:50（日曜日深夜）
  - 放送済みの作品が日本国内外のコンクールで高い評価を受けた場合には、その作品の再放送枠を、上記のレギュラー放送枠と別に確保している。
  - 毎日放送では2023年12月11日から、『KICK OFF! KANSAI』（関西地方からJリーグに加盟しているサッカークラブ関連の情報番組）を毎週月曜日の当該時間帯に放送[注釈 4]。通常は放送枠を0:50 - 1:20に設定しているが、当番組を放送する週には、『KICK OFF! KANSAI』の放送枠を当番組直後の時間帯（1:50 - 2:20）に組み込んでいた。
  - 本放送の時間帯を毎月最終日曜日の早朝5時台に変更してからも、変更後の時間帯で本放送を終えていた作品によっては、本放送の翌月（月曜日の未明で『KICK OFF! KANSAI』より後の時間帯）に再放送を実施することがある。

## ナレーション
MBSの新旧アナウンサーが主に担当。2020年の時点では、西靖、大吉洋平、東京支社報道部記者（元・アナウンサー）の石田敦子、元・アナウンサーの小山紀一などを交互に起用している。
かつては、藤本永治、高梨欣也、吉田智子、小堀豊子などの元・アナウンサー（担当の時点ではフリーアナウンサーや大学教授など。藤本・吉田は故人）がナレーターを務めていた。また、2011年3月27日の『映像'11』で放送された「母と娘の告白～虐待から絆への18年～」では、現役アナウンサーの松川浩子（当時は『Newsミント!』の前身番組『VOICE』のサブキャスター）がナレーションと取材（ディレクター）を兼務していた。

## 放送された作品の映画化
当番組で放送された作品の一部は、再編集や追加取材を経て劇場用映画として公開されている。2012年公開の「生き抜く」（東日本大震災をテーマに制作された作品）以降は映画化が10年間途絶えていたが、2022年の5月13日からは、「教育と愛国」（2017年7月の本放送後に第55回ギャラクシー大賞を受賞した作品）が日本各地の映画館で順次上映されている。
2021年6月に放送された「いつか帰れる日まで」（サッカーミャンマー代表のGKだったピエ・リヤン・アウンによる日本への亡命をテーマに据えた作品）は、「三本指のレジスタンス」というタイトルのドキュメンタリー映画として、「TBSドキュメンタリー映画祭2022」の大阪（2022年4月のシネ・リーブル梅田）上映分のラインナップに加えられていた。2023年の「TBSドキュメンタリー映画祭2023」でも、「93歳のゲイ」（当番組で2022年6月26日に放送された作品の劇場版）をシネ・リーブル梅田限定で上映。2024年4月からは、この作品に追加取材と再編集を施した「94歳のゲイ」が、日本各地のミニシアターで順次公開されている。